# 김응남 호성공신교서 및 관련 고문서
김응남 호성공신교서 및 관련 고문서(金應南 扈聖功臣敎書 및 關聯 古文書)는 대한민국 경기도 성남시에 있는 조선시대의 기록유산이다. 2012년 2월 22일 대한민국의 보물 제1756호로 지정되었다.

## 개요
김응남 호성공신교서는 임진란에 선조와 세자를 호종하고 피란할 때 시종(侍從)한 공로로 난후인 1604년에 김응남에게 내린 것이다. 호성공신은 서울에서 의주(義州)까지 시종(侍從)한 신하들을 공로에 따라 3등으로 나누어 모두 86명을 녹훈하였는데, 1등은 이항복(李恒福)등 2명, 2등은 이원익(李元翼)등 31명, 3등은 정탁(鄭琢)등 53명이다. 김응남은 2등공신의 9번째에 책록되었다.
본 교서의 구성은 김응남의 관계(官階)에 이어 선조가 몽진(蒙塵)할 때 의주까지 호종한 공로로 2등 공신에 책봉한다는 것과 그에 따른 포상으로 본인과 부모·처자의 벼슬을 2계(階)씩 올려주고, 자식이 없으면 조카나 여조카에게 1계씩을 올려 주며, 적장자에게 벼슬의 지위를 세습하게 하며, 노비(奴婢)9구, 전(田)80결(結), 은자(銀子)7냥(兩), 표리(表裏)1단(段), 내구마(內廐馬)1필(匹)을 하사 한다는 내용을 열기(列記)하였다. 끝으로 공신 86명의 명록(名錄)과 본 교서의 발급일인 ‘萬曆三十二年十月日’을 쓰는 순서로 되어있다. 발급연월일 위에는 ‘시명지보(施命之寶)’인장이 날인되어 있다. 축의 바깥 하단부에는 ‘안대진제오정서(安大進製吳靖書)’라 쓰여 있어 교서문은 안대진(安大進, 1561～?)이 짓고 교서문의 글씨는 오정(吳靖, 1579～1623)이 썼음을 알 수 있다. 겉면과 안면의 표장, 축두(軸頭)의 형태, 축을 묶는 색실띠[多繪帶]와 상아침(象牙針)등이 최초의 형태를 유지하고 있어 현존하는 여러 호성공신교서와 비교할 때 기준이 되는 예에 해당된다.
김응남 증시교지는 1753년(영조 29, 건륭 18)4월 23(무신)일에 영의정 조현명(趙顯命, 1690～1752)과 좌의정 정석오(鄭錫五, 1691～1748)등을 비롯한 여러 인사들에게 시호가 하사될 때 좌의정 김응남에게도 ‘충정(忠靖)’이라는 시호(諡號)가 하사되었는데, 이는 증시교지(贈諡敎旨)의 발급일자(發給日字)인 ‘건륭십팔년사월이십삼일(乾隆十八年四月二十三日)’과도 일치되고 있다. 또한 발급일자 위에는 ‘시명지보’의 어보(御寶)가 안인(安印)되어 있다.
김응남의 호성공신교서 및 증시교지는 김응남의 전기(傳記)자료로 임진난사 연구의 자료가 될 뿐만 아니라 고문서(古文書)연구의 중요한 자료가 된다. 현재 보물로 지정된 여러 호성공신교서 중에서도 1604년 책록 당시의 원장(原粧)을 잘 보존하고 있어 호성공신교서의 형태적 기준이 되고 또한 교서문을 지은 제진자와 교서문을 쓴 서사자가 적혀 있는 건수도 극히 희소하다는 점에서 중요하다.

## 같이 보기
- 김응남

## 참고 자료
- 김응남 호성공신교서 및 관련 고문서 - 국가유산청 국가유산포털